# آخوندک‌های آراسته
آخوندک‌های آراسته (نام علمی: Compsomantis) نام یک سرده از راسته آخوندک است.

## گونه ها
- آخوندک آراسته سری‌لانکا Compsomantis ceylonica
- آخوندک آراسته سرستبر Compsomantis crassiceps
- آخوندک آراسته فیلیپین Compsomantis mindoroensis
- آخوندک آراسته تنومند Compsomantis robusta
- آخوندک آراسته مالزی Compsomantis semirufula
- آخوندک آراسته آماسیده‌سر Compsomantis tumidiceps